# 帕特斯贝格
帕特斯贝格是德国莱茵兰-普法尔茨州的一个市镇。总面积2.65平方公里，总人口391人，其中男性190人，女性201人（2011年12月31日），人口密度148人/平方公里。